# Vernonia poskeana
Vernonia poskeana là một loài thực vật có hoa trong họ Cúc. Loài này được Vatke & Hildebr. miêu tả khoa học đầu tiên năm 1875.